# Bolitoglossa hiemalis
Bolitoglossa hiemalis là một loài kỳ giông trong họ Plethodontidae.
Nó là loài đặc hữu của Colombia.
Môi trường sống tự nhiên của chúng là đồng cỏ ở cao nhiệt đới hoặc cận nhiệt đới.